# Region Nadmorski

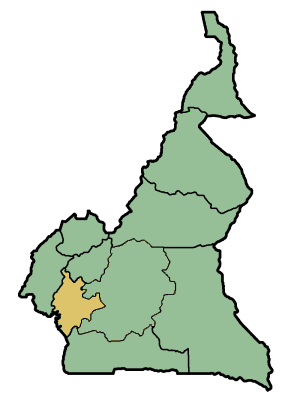
Położenie Regionu Nadmorskiego na mapie Kamerunu

Region Nadmorski (ang. Littoral Region, fr. Région du Littoral) – region Kamerunu. Jego stolica to Duala. Obszar 20 239 km² zamieszkuje około 2 202 340 ludzi (2004).

## Administracja i warunki społeczne

### Administracja lokalna

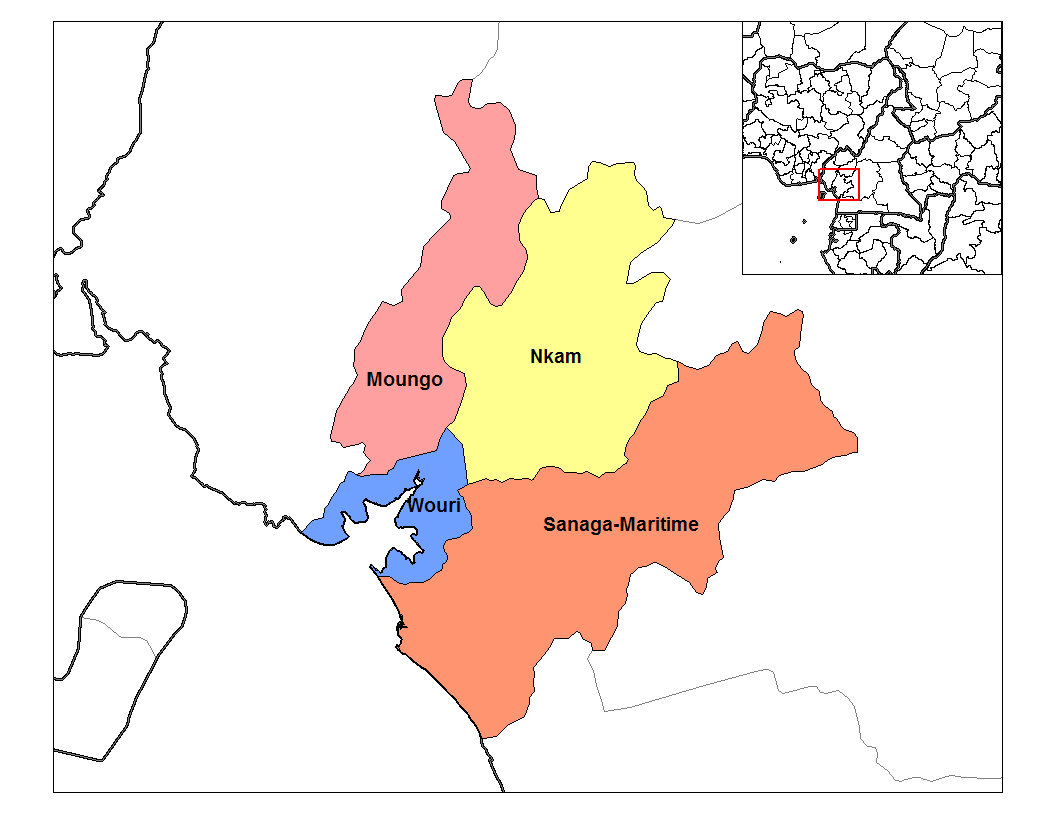
Departamenty Regionu Nadmorskiego

Region jest podzielony na cztery departamenty:
- Moungo ze stolicą w Nkongsamba,
- Nkam ze stolicą w Yabassi,
- Sanaga-Maritime ze stolicą w Edéa,
- Wouri ze stolicą w Duala.

Na czele regionu stoi mianowany przez prezydenta gubernator. Na czele departamentu stoi, także mianowany przez prezydenta, prefekt.